# Ecuavisa
Ecuavisa ist ein ecuadorianischer Fernsehsender.
Er wird von Guayaquil aus auf Kanal 2 in die südlichen und westlichen Provinzen Ecuadors, Manabí, Guayas, Santa Elena, Los Ríos, El Oro, Cañar, Azuay und Loja übertragen. Von Quito aus wird auf Kanal 8 in die zentralen und östlichen Provinzen des Landes, namentlich Esmeraldas, Carchi, Imbabura, Pichincha, Santo Domingo, Napo, Cotopaxi, Tungurahua, Chimborazo, Bolívar und Pastaza gesendet. Der Sender verwendet den Slogan „Mira diferente“, zu deutsch etwa Sieh anders!. International ist Ecuavisa über das Internet zu empfangen. In Europa ist die internationale Ausgabe, Ecuavisa Internacional, über den Satelliten Hispasat frei empfangbar.

## Geschichte
Ecuavisa nahm den Sendebetrieb am 1. März 1967 auf, als der Sender von Xavier Alvarado Roca gegründet wurde. Zu Rocas Unternehmen gehören unter anderem Senefelder (Druckereien) und ENSA (Editores Nacionales S.A.), ein Verlag, in dem Zeitschriften wie Vistazo, Hogar und Estadio erscheinen. Ein Teil der Studios des Senders befinden sich seitdem in Guayaquil auf dem Gipfel des Hügels Cerro del Carmen, der höchsten Erhebung Guayaquils, der sich somit ideal zum Senden von Fernsehsignalen eignete.
Danach wurde am 22. Juni 1970 gemeinsam mit dem Journalisten Jorge Mantilla Ortega der Sender Televisora Nacional Canal 8 gegründet, über den Ecuavisa auch in Quito gesendet werden konnte. Damit erschloss man sich den Osten des Landes. Bis 1985 war Televisora Nacional Canal 8 Teil des Konzerns der ecuadorianischen Tageszeitung El Comercio, danach wurde der Kanal verkauft.
Mit dem technologischen Fortschritt der 70er Jahre wurde Fernsehen für einen größeren Teil der ecuadorianischen Bevölkerung erschwinglich, wovon Ecuavisa profitierte.
Der Konzern baute seinen Einfluss aus und kann heute im Rahmen von Ecuavisa Internacional in den USA (über das Satellitensystem DirecTV, das diverse lateinamerikanische Fernsehsender in einem Paket (DirecTV Para Todos) anbietet) und Spanien (über die Kette ONO) empfangen werden.
Inzwischen kann Ecuavisa weltweit über Internet empfangen werden und in Europa über den Satelliten Hispasat. Im Zuge des 40-jährigen Jubiläums des Senders wurde im März 2007 eine neue Website gestaltet.

## Sendungen
Vormittags von 5:55 Uhr bis 10:00 Uhr wird ein Themenblock namens En Contacto ausgestrahlt:
- 5:55 Uhr – Contacto Al Amanecer: Morgennachrichten
- 6:55 Uhr – Contacto Directo: Nachrichten und Interviews
- 8:00 Uhr – Contacto en la Comunidad: Lokale Nachrichten zu sozialen Themen mit unterschiedlichen Sendungen aus Quito und Guayaquil
- 8:30 Uhr – En Contacto: Programm mit Interviews und News zu Themen wie Sexualität, Ehen, Handarbeiten und Schönheit. In Guayaquil mit Ursula Strenge, Richard Barker und María Teresa Guerrero und in Quito mit Santiago Naranjo und Christian Norris.

Zum weiteren Programm zählen vor allem die populären Telenovelas aus Mexiko, Kolumbien und den USA, die Ecuavisa dank eines Vertrages mit dem US-Fernsehsender Telemundo ausstrahlen darf. Bereits gezeigte Seifenopern sind Dame Chocolate, Amarte así Frijolito, Desiciones, La vuida de blanco, Madre Luna und andere.
Außerdem gezeigt wurden die brasilianischen Telenovelas des Senders TV Globo Bellísima, Cobras y Lagartos, El Rey del Ganado, Xica da Silva, Cuatro por Cuatro, La Próxima Víctima, Señora del Destino, El Clon, Por Amor, La fuerza del deseo und Lazos de familia.
Zu den kolumbianischen Telenovelas, die durch die Zusammenarbeit mit dem Sender Caracol Televisión ausgestrahlt werden können, gehören La Ex, Sin tetas no hay paraíso, Dora la Celadora, Amores de Mercado, Los Treinta, und Pecados Capitales.
Zu den Eigenproduktionen auf diesem Feld gehörten El hombre de la casa, Improvisa, Sueños de Juventud, Súper Papá, Las Zuquillo, No – ticias, Mamá ¿Por qué soy fea?, Sólo para reír, Producto Interno Bruto (P.I.B.) und La Novela del Cholito.
Auf Ecuavisa wurde außerdem zum ersten Mal die ecuadorianische Ausgabe von Big Brother ausgestrahlt. Seit 2011 werden zudem die Kurzfilme und Sketche der Webserie Enchufe.TV ausgestrahlt.